# グリッケンハウス・007 LMH
グリッケンハウス・007 LMH (SCG 007 LMH) は、スクーデリア・キャメロン・グリッケンハウスがル・マン・ハイパーカー（LMH）規定に基づきFIA 世界耐久選手権（WEC）への参戦用に開発したプロトタイプレーシングカー。

## 概要
ニュルブルクリンク24時間レースに独自開発のマシンで参戦していた、元映画監督のジェームズ・グリッケンハウス率いるグリッケンハウス・レーシングが開発したル・マン・ハイパーカーである。同社のニュルブルクリンク24時間レース向けのマシン (SCG・004) と同じく、本拠地の米国コネチカット州ダンベリーで開発が行われている。LMH規格に則って製作された車両としては、トヨタ・GR010 HYBRIDに次ぐ2台目となる。
エンジンは当初はアルファロメオ製V6ツインターボの予定であったが、2019年の規定改訂で出力が引き上げられたため、ヒュンダイ・i20 WRCやフォード・フォーカスWRC用エンジンの実績があるピポ・モチュール社がチューニングするラリークロス用の直4ターボをアッセンブルしたV8ツインターボに変更している。結局この出力は2020年のLMDh規定発表後に引き下げられてしまうが、そのまま同社製エンジンを用いることとなった。
フロント部分の造形については、1960年代の耐久レースで活躍したローラ・T70にインスパイアされている。駆動形式はMRで、ハイブリッドシステムと四輪駆動は採用していない。
リアウィング上には6枚の垂直フィンが並んでいる。これはシャークフィンと同じく水平方向の安定（ヨーコントロール）を高めるためのデザインである。

## レース活動
2021年のFIA 世界耐久選手権への参戦を表明していたが、開発の遅れから開幕戦は欠場し、第2戦・ポルティマオにて1台目がデビュー。第3戦・モンツァにて2台が出揃った。なお、WECでのチームオペレーションは、SCG 003から車両設計にも関わっているポディウム・アドバンスド・テクノロジーズが担当している他、名門ヨースト・レーシングの協力も得ている。
同年ル・マン24時間レースは初めて出場する24時間レースながら4-5位で完走し、巷のレースファンを驚かせた。バーレーンで行われる最終2連戦はエントリーを見送っている。
2022年ル・マンは2台ともトラブルに見舞われながらもアルピーヌを上回り、初の総合表彰台（3位）を獲得。米国籍チームとしては2005年にアウディを駆ったチャンピオン・レーシング以来となった。3年ぶりの開催となったWEC富士には参加せず、本年の以降のイベントもキャンセルした。本来ならハイパーカークラスのチームはフル参戦が義務付けられているが、メーカーの完全撤退を避けたいFIAの思惑もあって柔軟に判断され、認められた形となった。
2023年よりLMH車両の参戦が可能になる、母国のウェザーテック・スポーツカー選手権については、長時間レースとなる「ノース・アメリカン・エンデュランス・カップ（NAEC）」についての参戦」を検討しているとしていたが、参戦は実現していない。
2023年も参戦は第5戦のモンツァまでとなり、終盤2戦を欠場。さらに同年10月には、2024年以降のWECには参戦しない方針を明らかにし、007でのレース活動を完全に終了することになった。

## 戦績
| 年   | チーム                       | クラス       | No. | ドライバー                   | Rds.  | 1       | 2      | 3       | 4       | 5     | 6   | 7   | Pts. | Pos. |
| ---- | ---------------------------- | ------------ | --- | ---------------------------- | ----- | ------- | ------ | ------- | ------- | ----- | --- | --- | ---- | ---- |
| 2021 | グリッケンハウス・レーシング | LMH          | 708 | ピポ・デラーニ               | 3-4   | SPA     | POR    | MNZ Ret | LMS 4   | BHR   | BHR |     | 37   | 3位  |
| 2021 | グリッケンハウス・レーシング | LMH          | 708 | オリヴィエ・プラ             | 3-4   | SPA     | POR    | MNZ Ret | LMS 4   | BHR   | BHR |     | 37   | 3位  |
| 2021 | グリッケンハウス・レーシング | LMH          | 708 | グスタヴォ・メネゼス         | 3     | SPA     | POR    | MNZ Ret | LMS 4   | BHR   | BHR |     | 37   | 3位  |
| 2021 | グリッケンハウス・レーシング | LMH          | 708 | フランク・マイルー           | 4     | SPA     | POR    | MNZ Ret | LMS 4   | BHR   | BHR |     | 37   | 3位  |
| 2021 | グリッケンハウス・レーシング | LMH          | 709 | ロマン・デュマ               | 2-4   | SPA     | POR 29 | MNZ 4   | LMS 5   | BHR   | BHR |     | 37   | 3位  |
| 2021 | グリッケンハウス・レーシング | LMH          | 709 | リチャード・ウェストブルック | 2-4   | SPA     | POR 29 | MNZ 4   | LMS 5   | BHR   | BHR |     | 37   | 3位  |
| 2021 | グリッケンハウス・レーシング | LMH          | 709 | ライアン・ブリスコー         | 2,4   | SPA     | POR 29 | MNZ 4   | LMS 5   | BHR   | BHR |     | 37   | 3位  |
| 2021 | グリッケンハウス・レーシング | LMH          | 709 | フランク・マイルー           | 3     | SPA     | POR 29 | MNZ 4   | LMS 5   | BHR   | BHR |     | 37   | 3位  |
| 2022 | グリッケンハウス・レーシング | LMH          | 708 | ロマン・デュマ               | 1-4   | SEB 3   | SPA 9  | LMS 4   | MNZ Ret | FUJ   | BHR |     | 70   | 3位  |
| 2022 | グリッケンハウス・レーシング | LMH          | 708 | オリヴィエ・プラ             | 1-4   | SEB 3   | SPA 9  | LMS 4   | MNZ Ret | FUJ   | BHR |     | 70   | 3位  |
| 2022 | グリッケンハウス・レーシング | LMH          | 708 | ライアン・ブリスコー         | 1     | SEB 3   | SPA 9  | LMS 4   | MNZ Ret | FUJ   | BHR |     | 70   | 3位  |
| 2022 | グリッケンハウス・レーシング | LMH          | 708 | ピポ・デラーニ               | 2-4   | SEB 3   | SPA 9  | LMS 4   | MNZ Ret | FUJ   | BHR |     | 70   | 3位  |
| 2022 | グリッケンハウス・レーシング | LMH          | 709 | ライアン・ブリスコー         | 3     | SEB     | SPA    | LMS 3   | MNZ     | FUJ   | BHR |     | 70   | 3位  |
| 2022 | グリッケンハウス・レーシング | LMH          | 709 | リチャード・ウェストブルック | 3     | SEB     | SPA    | LMS 3   | MNZ     | FUJ   | BHR |     | 70   | 3位  |
| 2022 | グリッケンハウス・レーシング | LMH          | 709 | フランク・マイルー           | 3     | SEB     | SPA    | LMS 3   | MNZ     | FUJ   | BHR |     | 70   | 3位  |
| 2023 | グリッケンハウス・レーシング | ハイパーカー | 708 | ロマン・デュマ               | 1-5   | SEB Ret | POR 8  | SPA 13  | LMS 6   | MNZ 8 | FUJ | BHR | 36   | 6位  |
| 2023 | グリッケンハウス・レーシング | ハイパーカー | 708 | オリヴィエ・プラ             | 1-5   | SEB Ret | POR 8  | SPA 13  | LMS 6   | MNZ 8 | FUJ | BHR | 36   | 6位  |
| 2023 | グリッケンハウス・レーシング | ハイパーカー | 708 | ライアン・ブリスコー         | 1-2,4 | SEB Ret | POR 8  | SPA 13  | LMS 6   | MNZ 8 | FUJ | BHR | 36   | 6位  |
| 2023 | グリッケンハウス・レーシング | ハイパーカー | 708 | フランク・マイルー           | 3     | SEB Ret | POR 8  | SPA 13  | LMS 6   | MNZ 8 | FUJ | BHR | 36   | 6位  |
| 2023 | グリッケンハウス・レーシング | ハイパーカー | 708 | ナタナエル・ベルトン         | 5     | SEB Ret | POR 8  | SPA 13  | LMS 6   | MNZ 8 | FUJ | BHR | 36   | 6位  |
| 2023 | グリッケンハウス・レーシング | ハイパーカー | 709 | ナタナエル・ベルトン         | 4     | SEB     | POR    | SPA     | LMS 7   | MNZ   | FUJ | BHR | 36   | 6位  |
| 2023 | グリッケンハウス・レーシング | ハイパーカー | 709 | エステバン・グティエレス     | 4     | SEB     | POR    | SPA     | LMS 7   | MNZ   | FUJ | BHR | 36   | 6位  |
| 2023 | グリッケンハウス・レーシング | ハイパーカー | 709 | フランク・マイルー           | 4     | SEB     | POR    | SPA     | LMS 7   | MNZ   | FUJ | BHR | 36   | 6位  |

- 太字はポールポジション、斜字はファステストラップ。(key)